# (2653) Principia
(2653) Principia es un asteroide perteneciente al cinturón de asteroides descubierto por el equipo del Indiana Asteroid Program desde el Observatorio Goethe Link de Brooklyn, Estados Unidos, el 4 de noviembre de 1964.

## Designación y nombre
Principia se designó inicialmente como 1964 VP.
Más adelante, en 1987, fue nombrado por la obra científica Principia, del físico inglés Isaac Newton (1643-1727), con motivo del tricentenario de su publicación.

## Características orbitales
Principia está situado a una distancia media del Sol de 2,444 ua, pudiendo alejarse hasta 2,64 ua y acercarse hasta 2,247 ua. Su excentricidad es 0,08035 y la inclinación orbital 4,746 grados. Emplea en completar una órbita alrededor del Sol 1395 días.

## Características físicas
La magnitud absoluta de Principia es 12,1 y el periodo de rotación de 5,523 horas. Está asignado al tipo espectral V de la clasificación SMASSII.